# Liste des monuments aux morts du 8e arrondissement de Paris

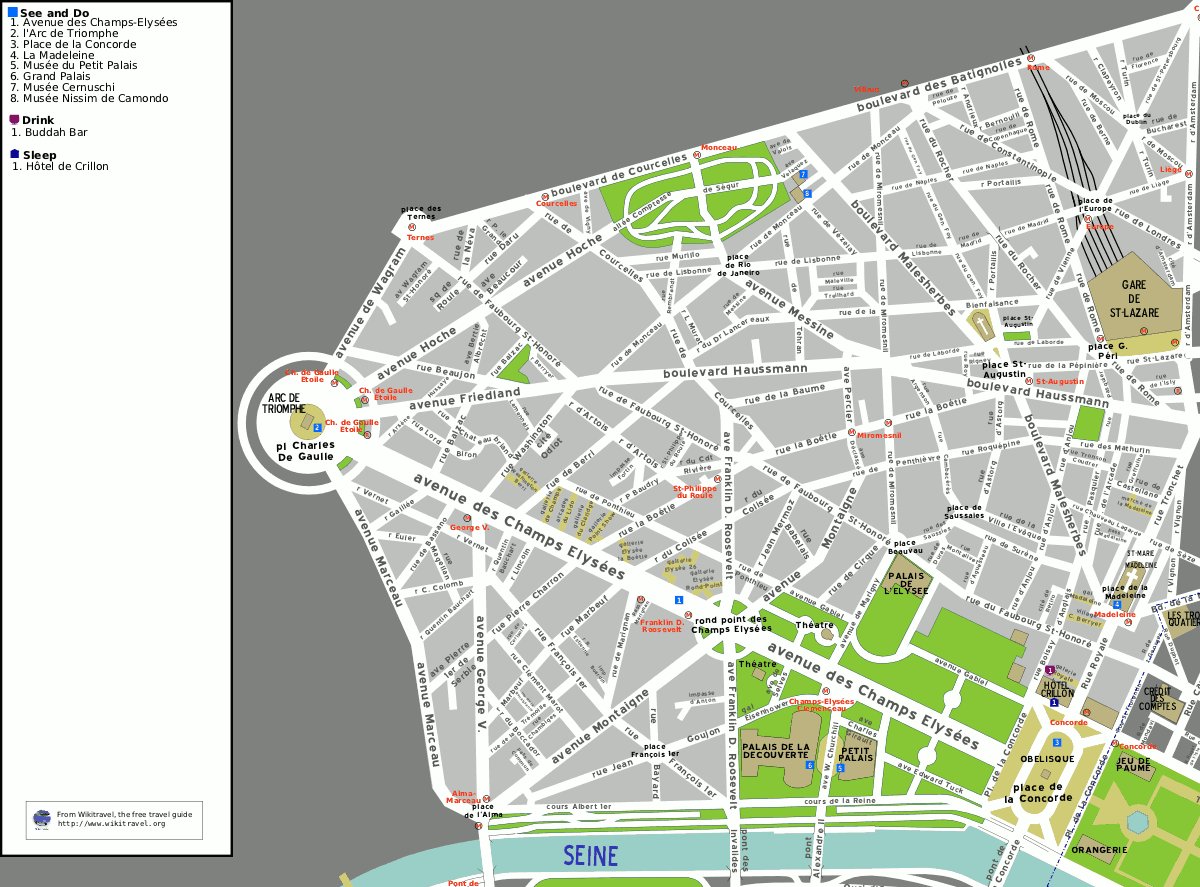
Plan du 8e arrondissement de Paris.

Cet article recense les monuments aux morts du 8e arrondissement de Paris, en France.

## Liste
- Monument à la bataille de Narvik, Paul Landowski (1960, place de Narvik)
- Monument en hommage à Komitas, aux Arméniens victimes du génocide de 1915 et aux combattants arméniens morts pour la France, David Erevantzi (2003, cours Albert-Ier)[1]
- Tombe du Soldat inconnu (1920-1923)